# Macrocera longibrachiata
Macrocera longibrachiata is een muggensoort uit de familie van de Keroplatidae. De wetenschappelijke naam van de soort is voor het eerst geldig gepubliceerd in 1917 door Landrock.